# Ижульское
Ижульское — село в Балахтинском районе Красноярского края России. Входит в состав Приморского сельсовета.

## География
Село расположено в 29 км к югу от районного центра Балахта.

## Население
| 1989 | 2002 | 2010 |
| ---- | ---- | ---- |
| 327  | ↘272 | ↘138 |

Гендерный состав
По данным Всероссийской переписи населения 2010 года 67 мужчин и 71 женщина из 138 чел.